# Gailtaler Almkäse

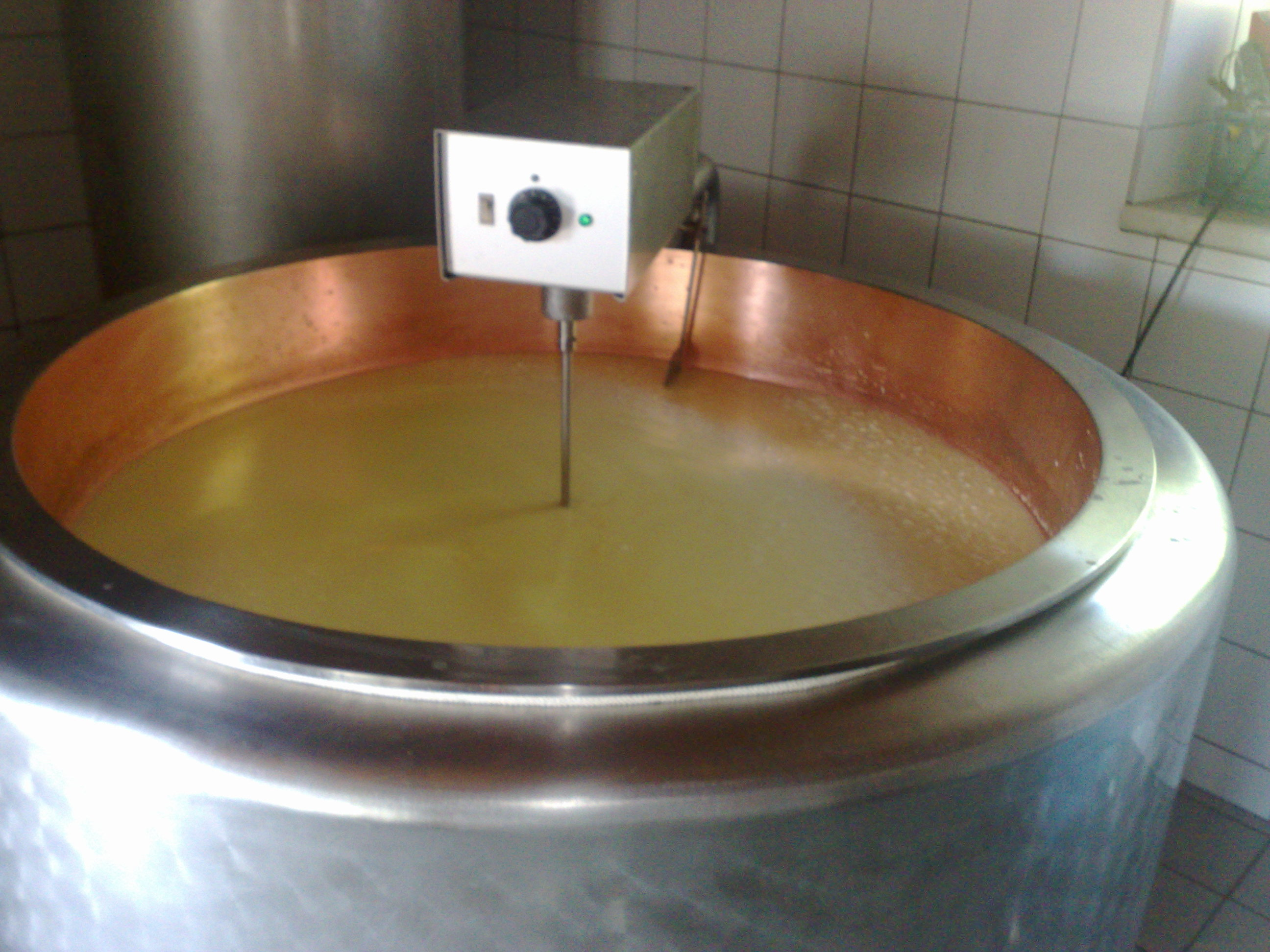
Fase de l'elaboració del Gailtaler Almkäse en què s'escalfa la llet

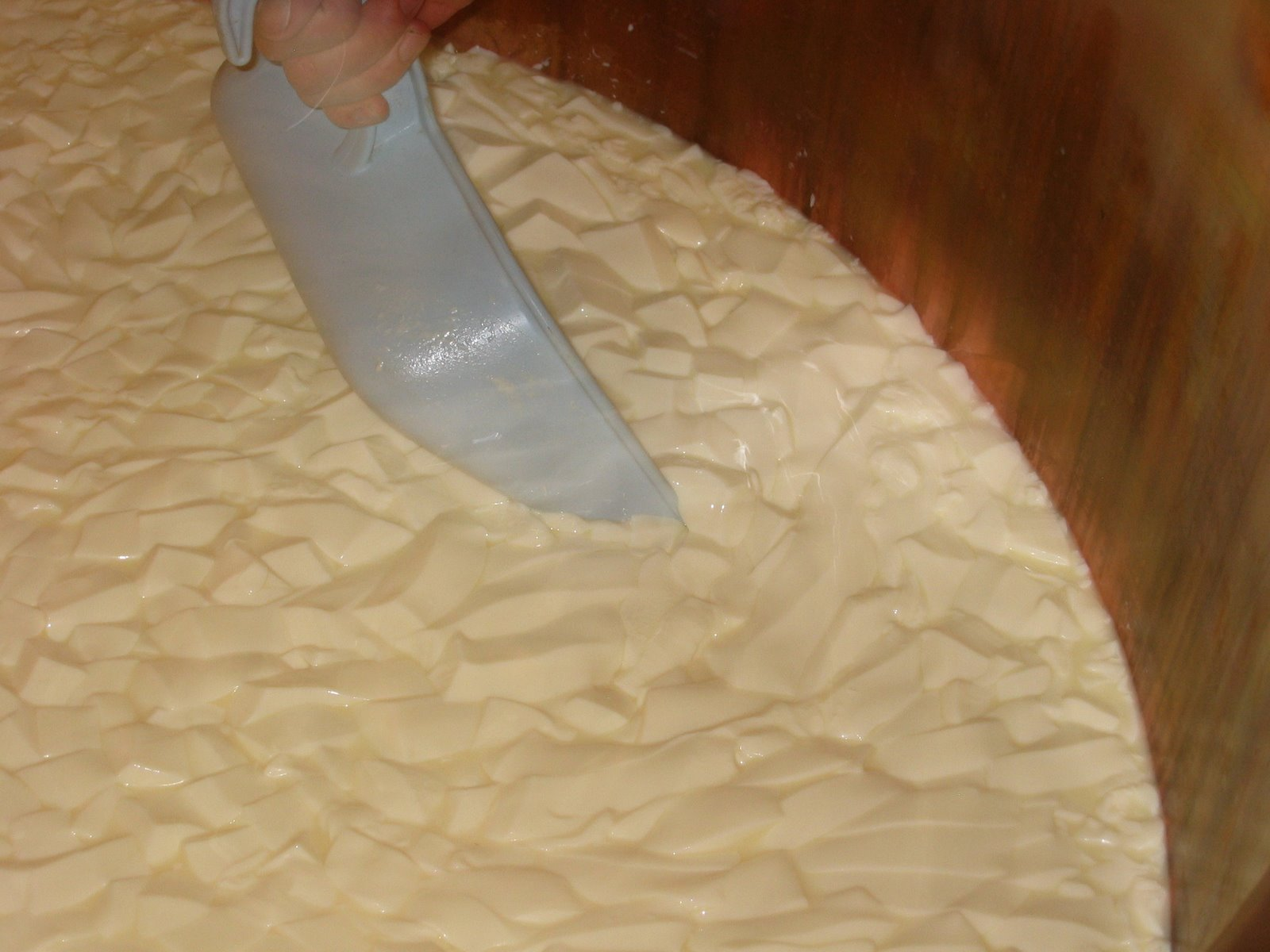
Esmicolament de la llet cuallada amb un agitador

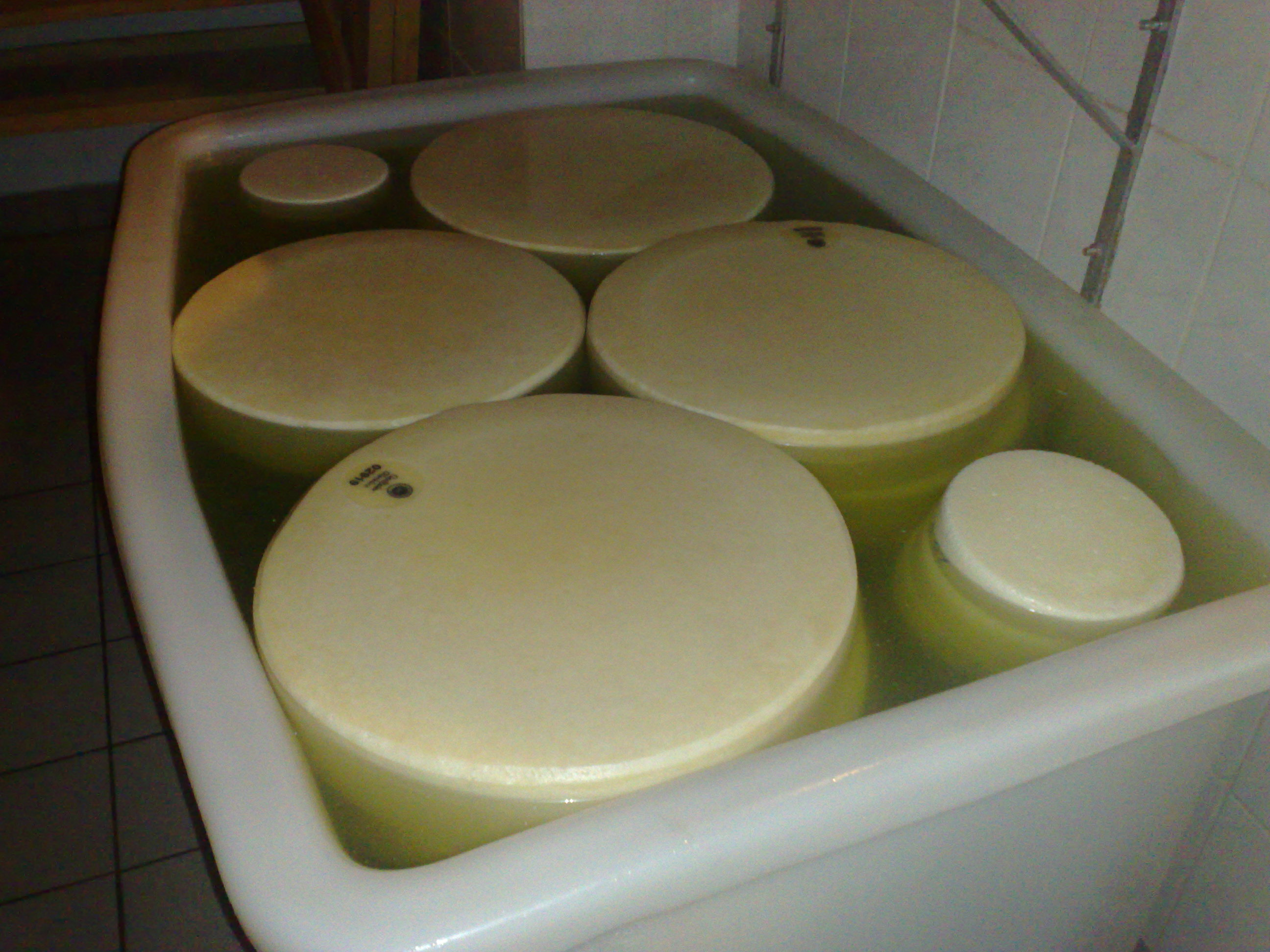
Gailtaler Almkäse en un bany de sal

El Gailtaler Almkäse és un formatge austríac, de pasta dura a base de llet crua de vaca i amb un 45% de matèria grassa en l'extracte sec.

## Origen
La producció de formatge gaudeix d'una llarga tradició als Alps de Gailtal, ja que les primeres informacions sobre el formatge de les pastures del Gailtal i el Lesachtal daten del segle xiv. Avui en dia, ramaders de 14 pastures diferents produeixen aquest formatge alpí amb Denominació d'Origen Protegida (des del 1997) a partir de llet crua.

## Elaboració
Només s'hi utilitza llet crua de vaca o, si cal, de cabra (fins a un màxim del 10% del total). Cada matí i cada tarda les vaques són menades a l'estable i es munyen. La llet vespertina obtinguda es deixa refredar i es porta a la sala de maduració on és abocada en dipòsits circulars anomenats stotzen. Durant la nit es produeix la maduració natural de la llet. L'endemà es diposita en les cisternes per a formatge i es barreja amb la llet fresca matutina, s'escalfa fins que arriba als 32 °C i es tracta amb quall. La llet quallada s'esmicola amb un agitador fins que queda de la mida d'una llentia, es remou i s'escalfa fins a obtindre la consistència correcta. Després s'extreu de la cisterna amb un drap per a formatges i s'introdueix en un motlle. La massa quallada es compacta lentament en una premsa. El formatge acabat de modelat es diposita durant dos dies en un bany de sal i es forma la seua escorça natural. Per a finalitzar, el Gailtaler Almkäse madura durant 7 setmanes pel cap baix.

## Característiques
Són rodes entre 0,5 i 35 kg de pes i amb una escorça groga, dura i seca. La pasta és llisa i groguenca, de consistència untuosa i amb algun forat rodó i uniforme. Posseeix un sabor intens, aromàtic i especiat.

## Observacions
Els vins blancs que més s'adiuen amb aquest formatge pertanyen a les varietats veltliner verd, riesling i borgonyes. Els ceps de vins negres que millor s'hi adapten són pinot negre i zweigelt. El formatge que més s'hi assembla és el Mondseer.